# اوپس!... باز هم دسته‌گل به آب دادم (ترانه)
«اوه!... باز هم دسته‌گل به آب دادم» (به انگلیسی: Oops!... I Did It Again) تک‌آهنگی از بریتنی اسپیرز است که در ۲۷ مارس ۲۰۰۰ توسط جایو رکوردز برای تک‌آهنگ اصلی آلبومی به همین نام منتشر شد. این ترانه توسط مکس مارتین و رامی یعقوب نوشته و ساخته شده‌است. «اوه!... باز هم دسته‌گل به آب دادم» راجع به زنی صحبت می‌کند که عشق را به عنوان یک بازی مشاهده می‌کند و تصمیم می‌گیرد با بازی با احساسات معشوقش از این مزیت استفاده کند. این ترانه دارای دیالوگی است که به فیلم سینمایی تایتانیک (۱۹۹۷) اشاره دارد.
این تک‌آهنگ پس از انتشار، از منتقدین موسیقی نظرات مثبتی دریافت کرد و شباهت‌هایی را با اولین آهنگ او «عزیزم یک بار دیگر…» داشت و در مراسم گرمی ۲۰۰۱ برای دریافت جایزه گرمی برای بهترین اجرای آواز زن پاپ زن نامزد شد. از نظر تجاری، این تک‌آهنگ به شماره نه در ۱۰۰ آهنگ داغ بیلبورد ایالات متحده رسید و حداقل ۱۵ کشور جهان به بالاترین سطح رسید.
نماهنگ این تک‌آهنگ توسط نیگل دیک کارگردانی شده‌است. این فیلم بریتنی را در لباس قرمز در مریخ به تصویر می‌کشد که فضانوردی عاشق او شده‌است. نماهنگ این ترانه نامزد دریافت ۳ جایزه از جایزه موزیک ویدئوی ام‌تی‌وی ۲۰۰۱ شد. اسپیرز این تک‌آهنگ را در مراسم ام‌تی‌وی، تور اوه!... باز هم دسته‌گل به آب دادم، تور خیال پردازی در میان یک رؤیا، تور هتل اونیکس و بریتنی: تکه‌ای از من اجرا کرده‌است.